# 太乙 (星官)
太乙是中國古代星官之一，又名太一，主承天運化，使太乙十六神，屬於紫微垣，位在紫微右垣的右樞附近，旁邊有天乙一星，與太乙同為天帝之神，亦用於式占。
鄭玄注乾鑿度云：「太一者，北辰神名。居其所曰太帝，行八卦日辰之閒，曰太一，或曰天一。出入所逝，息紫宮之外，其星因以爲名。」《五行大義》稱「天一之行，猶天子巡狩方嶽，人君亦從而巡省，毎卒則復」。史記正義引《星經》稱「天一、太一二星，主王者即位，令諸立赤子而傳國位」。
史記以太一為最高之天神，其佐曰五帝，又以天一、地一、太一，為三一，要用太牢祠祀，天一象徵天、地一象徵地、太一象徵大道或混沌不分之元氣。宗均以天一、太一皆北極星別名。

## 太乙一星
| 中國星名 | 現代星名  | 所屬星座 | 備註 |
| -------- | --------- | -------- | ---- |
| 太乙     | HIP 66798 | 天龍座   |      |

## 古書記載
- 《晉書‧天文志》：「太一星在天一南，相近，亦天帝神也，主使十六神，知風雨水旱、兵革饑饉、疾疫災害所在之國也。」
- 《宋史‧天文志》：「太乙一星，在天乙南相近一度，亦天帝神也，主使十六神，知風雨、水旱、兵革、饑饉、疾疫、災害所在之國也。明，吉；暗，凶；離位，有水旱。客星犯，兵起，民流，火災，水旱，饑饉。彗、孛犯，兵、喪。流星犯，宰相、史官黜。雲氣犯，黃白，百官受賜；赤為旱、兵；蒼白，民多疫。」